# Томіно дель боскайоло

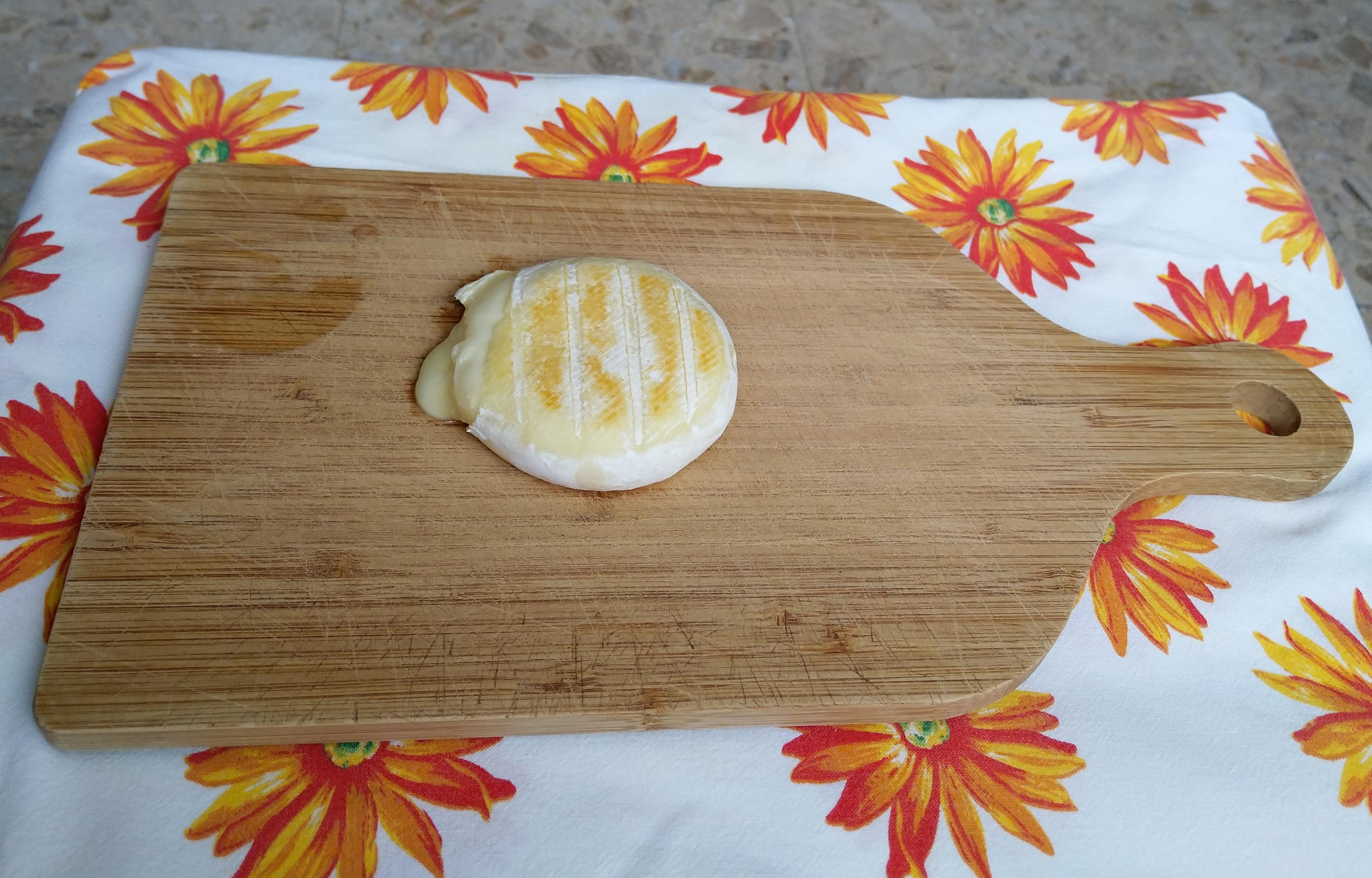
Підсмажений Томіно дель боскайоло

Томіно дель боскайоло (італ. Tomino del Boscaiolo) — італійський м'який сир з регіону П'ємонт. Є одним з різновидів сирів томіно.

## Технологія виробництва
Томіно дель боскайоло виробляється з пастеризованого коров'ячого молока, виробленого у П'ємонті. Термін дозрівання невеликий. Крім звичайного сиру може вироблятись безлактозний (менше 0,1 г лактози) для підвищення засвоюваності. 

## Характеристика сиру
Томіно дель боскайоло виробляється невеликими порційними шматочками, вагою біля 80 г, приблизно 1,5 см завтовшки та 8 см у діаметрі. Має тонку їстівну скоринку, вкриту білою пліснявою. Текстура сиру м'яка, жовтувата, схожа на плавлений сир. Сир містить біля 30 % жиру, 19 % білків, 1 % солі. Смак маслянистий, молочний. Післясмак округлий, солодкуватий з нотами молока та вершків.

## Вживання
Сир зазвичай споживають смаженим. Термічну обробку здійснюють або у мікрохвильовій печі або на сухій сковороді, дуже важливим при цьому є не пошкодити скоринку, щоб сир не витікав, оскільки його консистенція після смаження напіврідка. Іноді сир загортають у шматок прошуто, після чого смажать. Іншим способом приготування є смаження у паніровці. Сир можна класти до гамбургера замість котлети. Рідше сир використовують при приготуванні ризото та інших страв.
Сир має невеликий термін придатності, його споживають протягом 30 діб після виготовлення. Зберігають у холодильнику, при температурі від 0 до 4 °C.

## Пакування
Сир продається зазвичай по 2 сирка в тарі, яка являє собою дерев'яний лоток, на який викладені сирки. Лоток поміщений у пластиковий пакет. Іноді сирки можуть бути загорнуті у тонкі шматочки бекону або прошуто, про що вказано на етикетці. 